# Premio Guidarello
Il Premio Guidarello per il Giornalismo d'Autore è un riconoscimento assegnato annualmente dal Comune di Ravenna e da Confindustria al giornalista che si è particolarmente distinto nell'ultimo anno solare.
La cerimonia di premiazione si svolge nel mese di novembre di ogni anno presso il Teatro Dante Alighieri di Ravenna. Dal 2006 è presidente di giuria, nonché conduttore dell'evento, il giornalista televisivo Bruno Vespa.

## Storia

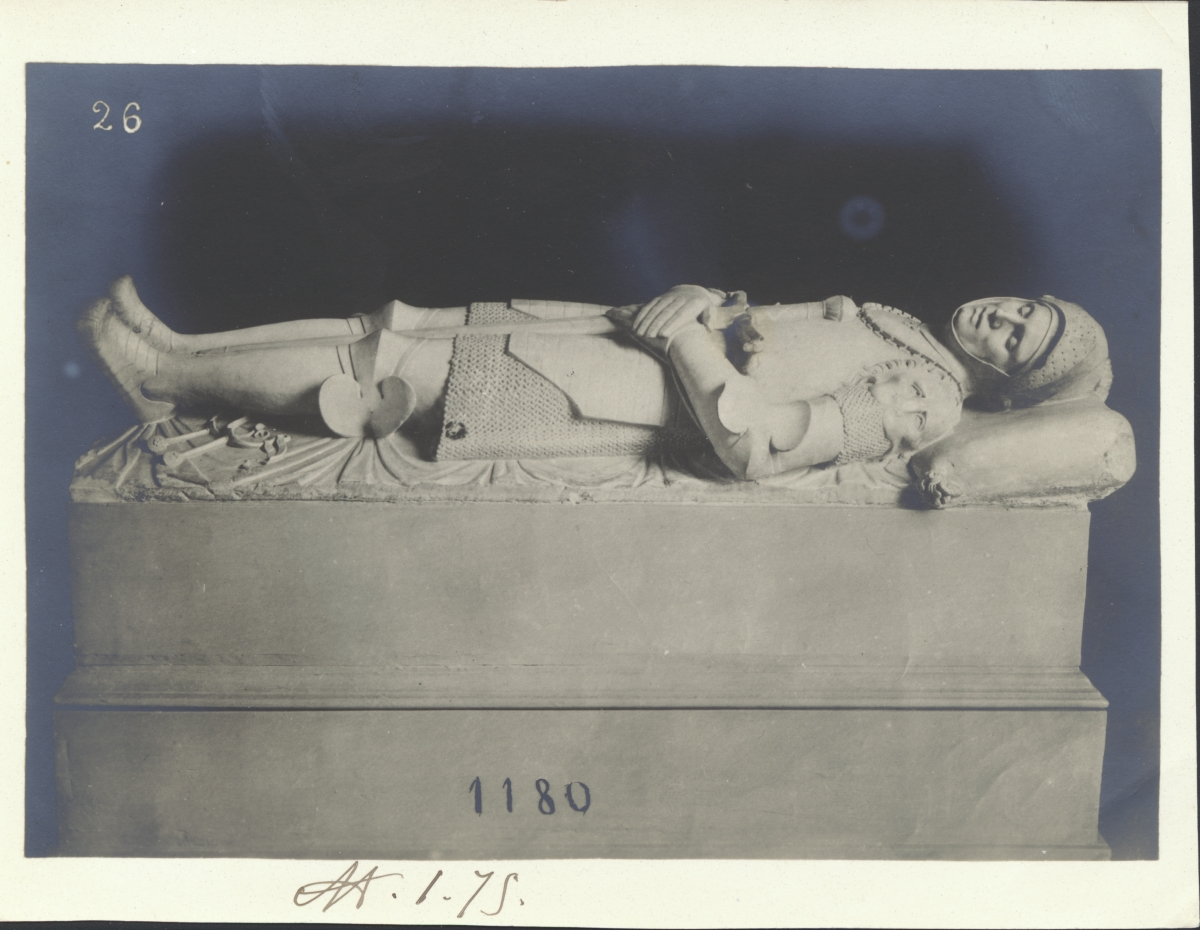
Lastra tombale raffigurante il condottiero Guidarello Guidarelli, da cui ha preso il nome il premio giornalistico.

Lanciato nel 1970 da un'idea di Walter Della Monica (già ideatore nel 1956, assieme all'attore milanese Toni Comello, del Trebbo poetico, manifestazione tesa alla diffusione della poesia italiana sul territorio nazionale ed estero), il Premio Guidarello fu pensato inizialmente per dare risonanza al giornalismo turistico di qualità nell'ambito della regione Emilia-Romagna e, in maniera specifica, della città di Ravenna. In merito al nome da conferire al premio la scelta ricadde su Guidarello Guidarelli (condottiero del XV secolo famoso per la lastra tombale conservata proprio a Ravenna e che lo ritrae nei suoi ultimi istanti di vita), poiché univa in sé due preziose qualità: avere un'immagine nota in tutto il mondo ed essere nato a Ravenna.
Alla prima edizione del premio (1972), il cui tema era «Aspetti e significati sociali delle vacanze-famiglia in Italia», parteciparono 41 testate giornalistiche italiane e 29 estere, che pubblicarono, grazie anche ad una promozione stampa in collaborazione con il quotidiano il Resto del Carlino, con la rivista femminile Gioia e quella tedesca Fur Sie, numerosi articoli sui villaggi vacanze della Romagna, dando forte risonanza al turismo regionale. I vincitori furono premiati in municipio il 26 febbraio 1972.
Per la seconda edizione il comitato organizzatore promosse come tema, agli aspiranti vincitori, «un'inchiesta sulle vacanze dell'Adriatico fra ragazzi italiani e tedeschi». A partire dal 1973 venne abbandonato il carattere puramente turistico del premio, assegnandolo invece al migliore «articolo o elzeviro di libero tema ravennate (storia, memoria, attualità) pubblicato sulla stampa quotidiana o periodica» (Premio Guidarello 1974). Per l'anno successivo il tema venne allargato ai «personaggi nella storia o nella letteratura di Romagna di ogni tempo», per poi generalizzarsi ancor più nel 1975, quando venne tolto il carattere letterario e storico dei personaggi, pur rimanendo sempre nell'ambito regionale (Premio Guidarello 1976).
Fino al 1977 era previsto un solo premio generico per il Giornalismo Scritto, ma a partire dall'anno seguente venne ideata una sezione apposita in memoria di Francesco Serantini, presidente del premio dal 1973 fino alla sua morte, avvenuta nel 1978. Nelle successive edizioni vennero aggiunte numerose nuove sezioni, relative ad altrettante categorie giornalistiche. Nel 1986 fece il suo ingresso nell'organizzazione del premio l'Associazione degli industriali (Confindustria) di Ravenna, che ne acquisì la titolarità nel 2001. Con la nuova gestione, accanto al premio principale - riservato sempre alla carta stampata - ne venne affiancato uno pertinente al giornalismo radiotelevisivo; inoltre, accanto allo storico premio per il giornalismo d'autore della Romagna, ne venne introdotto uno che riguardava il giornalismo d'autore di tutto il territorio nazionale. 

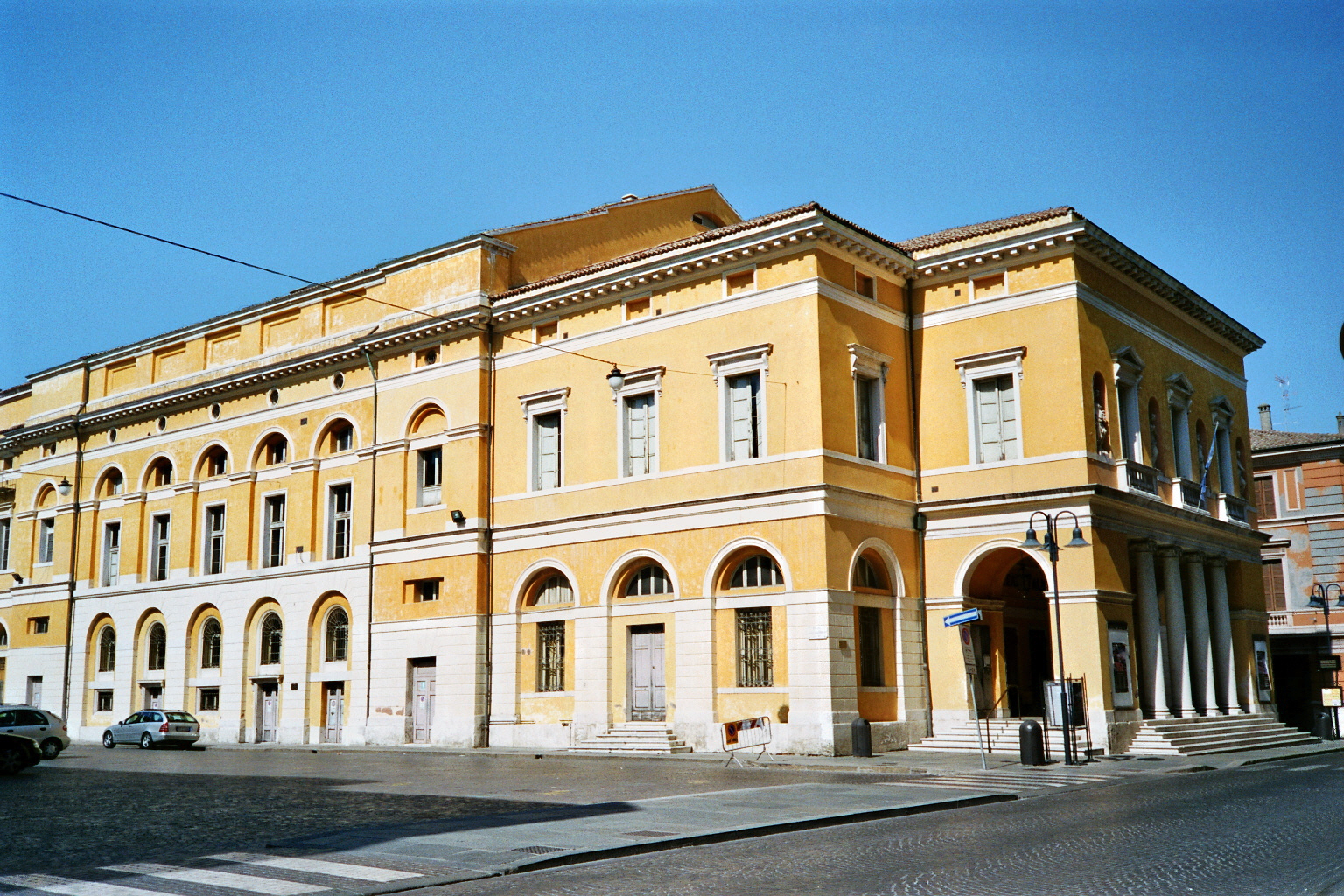
Dal 1988 la cerimonia del Premio Guidarello si svolge nel Teatro Dante Alighieri.

Nel corso degli anni sono state poi inserite numerose novità, come l'istituzione di differenti premi per i giornalisti meritevoli operanti in specifici settori della professione, accanto alla reintroduzione di alcune sezioni storiche, come quella del turismo, ripristinata soltanto nel 2010. Tra i premi indetti sono presenti il Guidarello d'Oro (un premio alla carriera per chi ha ottenuto risultati eccellenti e si è particolarmente distinto nell'attività giornalistica, indipendemente dalla nazionalità - italiana o estera - di appartenenza) e il Guidarello Giovani (rivolto agli studenti delle scuole superiori della provincia). Infine sono previsti premi onorifici, i Guidarello ad honorem, anche per personalità dello spettacolo, della politica, della scienza e della società civile. 

Per diversi anni fino al 2005 Sergio Zavoli è stato presidente della Giuria del Premio. Dal 2006 Confindustria Ravenna ha affidato al giornalista televisivo Bruno Vespa la conduzione dell'evento, nonché la presidenza della Giuria. Fra i nomi illustri che hanno fatto parte della giuria si ricordano anche Tonino Guerra e Vittorio Emiliani.
Inizialmente la manifestazione per la premiazione si svolgeva presso la sala consigliare del Comune di Ravenna, per poi passare nel 1987 al Teatro Rasi, mentre dall'anno seguente divenne sede definitiva il Teatro Dante Alighieri.

## Elenco dei premiati
| Anno | Vincitore premio            | Categoria premio                               | Sezione categoria                                                |
| ---- | --------------------------- | ---------------------------------------------- | ---------------------------------------------------------------- |
| 1972 | Marco Goldoni               | Giornalismo Scritto                            | -                                                                |
| 1972 | Hans Metzler                | Giornalismo Scritto                            | -                                                                |
| 1974 | Alfredo Todisco             | Giornalismo Scritto                            | -                                                                |
| 1975 | Gian Antonio Cibotto        | Giornalismo Scritto                            | -                                                                |
| 1976 | Vittore Branca              | Giornalismo Scritto                            | -                                                                |
| 1977 | Sergio Maldini              | Giornalismo Scritto                            | -                                                                |
| 1978 | Francesco Fuschini          | Giornalismo Scritto                            | -                                                                |
| 1979 | Francesco Melandri          | Giornalismo Scritto                            | -                                                                |
| 1979 | Franco Palmieri             | Giornalismo Scritto                            | -                                                                |
| 1980 | Uber Dondini                | Giornalismo Scritto                            | -                                                                |
| 1980 | Giovanna Gualdi             | Giornalismo Scritto                            | -                                                                |
| 1980 | Geno Pampaloni              | Giornalismo Scritto                            | -                                                                |
| 1981 | Virginia Catanesi           | Giornalismo Scritto                            | -                                                                |
| 1981 | Ennio Cavalli               | Giornalismo Scritto                            | -                                                                |
| 1981 | Francesco Gurrieri          | Giornalismo Scritto                            | -                                                                |
| 1981 | Giuseppe Longo              | Giornalismo Scritto                            | -                                                                |
| 1981 | Bruno Traversari            | Giornalismo Scritto                            | -                                                                |
| 1982 | Elena Amicucci              | Giornalismo Scritto                            | -                                                                |
| 1982 | Giorgio Bocca               | Giornalismo Scritto                            | -                                                                |
| 1982 | Silvano Cardellini          | Giornalismo Scritto                            | -                                                                |
| 1982 | Gino Montesanto             | Giornalismo Scritto                            | -                                                                |
| 1982 | Alfredo Venturi             | Giornalismo Scritto                            | -                                                                |
| 1983 | Lina Coletti                | Giornalismo Scritto                            | -                                                                |
| 1983 | Jolanda D'Annibale          | Giornalismo Scritto                            | -                                                                |
| 1983 | Luca Goldoni                | Giornalismo Scritto                            | -                                                                |
| 1983 | Massimo Grillandi           | Giornalismo Scritto                            | -                                                                |
| 1983 | Sandro Vacchi               | Giornalismo Scritto                            | -                                                                |
| 1984 | Mariagrazia Cucco           | Giornalismo Scritto                            | -                                                                |
| 1984 | Laura Lorenzi               | Giornalismo Scritto                            | -                                                                |
| 1984 | Aldo Santini                | Giornalismo Scritto                            | -                                                                |
| 1984 | Giancarlo Susini            | Giornalismo Scritto                            | -                                                                |
| 1985 | Nello Ajello                | Giornalismo Scritto                            | -                                                                |
| 1985 | Fabrizio Giovenale          | Giornalismo Scritto                            | -                                                                |
| 1985 | Bruno Rossi                 | Giornalismo Scritto                            | -                                                                |
| 1985 | Enzo Tria                   | Giornalismo Scritto                            | -                                                                |
| 1985 | Giovanni Vicentini          | Giornalismo Scritto                            | -                                                                |
| 1986 | Dino Biondi                 | Giornalismo Scritto                            | Sezione letteraria-Serantini                                     |
| 1986 | Paolo Guzzanti              | Giornalismo Scritto                            | Sezione arte-turismo                                             |
| 1986 | Pasquale Palma              | Giornalismo Scritto                            | Sezione economia-società                                         |
| 1986 | Giovanni Ruggeri            | Giornalismo Scritto                            | Sezione ecologia-ambiente                                        |
| 1986 | Giovanni Spadolini          | Giornalismo Scritto                            | Sezione storia-attualità                                         |
| 1987 | Piero Buscaroli             | Giornalismo Scritto                            | Sezione storia-attualità                                         |
| 1987 | Mario Cottignola            | -                                              | -                                                                |
| 1987 | Anna Maria Dal Pane         | Giornalismo RadioTelevisivo                    | Sezione radiotelevisiva                                          |
| 1987 | Vittorio Monti              | Giornalismo Scritto                            | Sezione cultura-società                                          |
| 1987 | Cesare Romiti               | Guidarello d'Oro                               | -                                                                |
| 1987 | Paola Tucci                 | Giornalismo Scritto                            | Sezione arte-turismo                                             |
| 1988 | Carlo Bo                    | Giornalismo Scritto                            | Sezione cultura-società                                          |
| 1988 | Teo De Luigi                | Giornalismo RadioTelevisivo                    | Sezione radiotelevisiva                                          |
| 1988 | Guido Gerosa                | Giornalismo Scritto                            | Sezione arte-turismo                                             |
| 1988 | Indro Montanelli            | Giornalismo Scritto                            | Sezione attualità                                                |
| 1988 | Riccardo Muti               | Ospite d'onore                                 | -                                                                |
| 1988 | Daniele Panebarco           | Giornalismo RadioTelevisivo                    | Riconoscimento speciale                                          |
| 1988 | Roberto Papetti             | Giornalismo Scritto                            | Sezione economia-lavoro                                          |
| 1988 | Giuseppe Pittàno            | Giornalismo RadioTelevisivo                    | Sezione radiotelevisiva                                          |
| 1988 | Michele Serra               | Giornalismo Scritto                            | Sezione costume-tradizioni                                       |
| 1989 | Carla Baroncelli            | Giornalismo RadioTelevisivo                    | Menzione speciale                                                |
| 1989 | Piero Camporesi             | Giornalismo Scritto                            | Sezione società                                                  |
| 1989 | Antonio Cederna             | Giornalismo Scritto                            | Sezione attualità                                                |
| 1989 | Nino Criscenti              | Giornalismo RadioTelevisivo                    | Sezione documento                                                |
| 1989 | Paolo Granzotto             | Giornalismo Scritto                            | Sezione storia                                                   |
| 1989 | Giuseppe Grazzini           | Giornalismo Scritto                            | Sezione turismo                                                  |
| 1989 | Giorgio Lilli Latino        | Giornalismo RadioTelevisivo                    | Sezione attualità                                                |
| 1989 | Carlo Rubbia                | Guidarello d'Oro                               | -                                                                |
| 1989 | Enzo Siciliano              | Giornalismo Scritto                            | Sezione cultura                                                  |
| 1990 | Piero Angela                | Giornalismo Scritto                            | Sezione storia                                                   |
| 1990 | Corrado Caselli             | Giornalismo RadioTelevisivo                    | Sezione documento                                                |
| 1990 | Mario Cervi                 | Giornalismo Scritto                            | Sezione attualità                                                |
| 1990 | Mario Cobellini             | Giornalismo RadioTelevisivo                    | Sezione attualità                                                |
| 1990 | Danilo Mainardi             | Giornalismo Scritto                            | Sezione società                                                  |
| 1990 | Stelio Martini              | Giornalismo Scritto                            | Sezione turismo                                                  |
| 1990 | Renato Minore               | Giornalismo Scritto                            | Sezione cultura                                                  |
| 1990 | Alberto Moravia             | Guidarello d'Oro per la letteratura            | -                                                                |
| 1990 | Valeria Vicari              | Giornalismo RadioTelevisivo                    | Premio selezione stampa                                          |
| 1991 | Ghigo Alberani              | Giornalismo RadioTelevisivo                    | Sezione documento                                                |
| 1991 | Renato Barilli              | Giornalismo Scritto                            | Sezione cultura                                                  |
| 1991 | Gianni Brera                | Giornalismo Scritto                            | Sezione società                                                  |
| 1991 | Umberto Cavezzali           | Giornalismo RadioTelevisivo                    | Sezione attualità                                                |
| 1991 | Rita Levi-Montalcini        | Guidarello d'Oro                               | -                                                                |
| 1991 | Antonio Lopez               | Giornalismo Scritto                            | Sezione turismo                                                  |
| 1991 | Giovanni Lugaresi           | Giornalismo Scritto                            | Selezione stampa                                                 |
| 1991 | Folco Quilici               | Giornalismo Scritto                            | Sezione storia                                                   |
| 1991 | Lietta Tornabuoni           | Giornalismo Scritto                            | Sezione attualità                                                |
| 1992 | Pino Agnetti                | Giornalismo RadioTelevisivo                    | Sezione documento                                                |
| 1992 | Giannalberto Bendazzi       | Giornalismo Scritto                            | Sezione turismo                                                  |
| 1992 | Candido Bonvicini           | Giornalismo RadioTelevisivo                    | Sezione attualità                                                |
| 1992 | Paola Fallaci               | Giornalismo Scritto                            | Sezione attualità                                                |
| 1992 | Giuseppe Galasso            | Giornalismo Scritto                            | Sezione cultura                                                  |
| 1992 | Fabio Isman                 | Giornalismo Scritto                            | Sezione società                                                  |
| 1992 | Arrigo Petacco              | Giornalismo Scritto                            | Sezione storia                                                   |
| 1992 | Gloria Tartari              | Giornalismo Scritto                            | Selezione stampa                                                 |
| 1992 | Umberto Veronesi            | Guidarello d'Oro                               | -                                                                |
| 1993 | Michelangelo Antonioni      | Guidarello ad honorem                          | -                                                                |
| 1993 | Domenico Berardi            | Giornalismo d'Autore                           | Sezione cultura-Romagna                                          |
| 1993 | Furio Colombo               | Giornalismo d'Autore                           | Sezione società                                                  |
| 1993 | Pier Francesco Listri       | Giornalismo d'Autore                           | Sezione radio-cultura                                            |
| 1993 | Giancarlo Liuti             | Giornalismo d'Autore                           | Sezione società-Romagna                                          |
| 1993 | Giovanni Minoli             | Giornalismo d'Autore                           | Sezione TV-società                                               |
| 1993 | Emanuele Severino           | Giornalismo d'Autore                           | Sezione cultura                                                  |
| 1993 | Roberto Valentini           | Giornalismo d'Autore                           | -                                                                |
| 1994 | Enzo Biagi                  | Giornalismo d'Autore                           | Sezione società                                                  |
| 1994 | Maria Corti                 | Giornalismo d'Autore                           | Sezione cultura                                                  |
| 1994 | Gino Giardini               | Giornalismo d'Autore/Romagna                   | Sezione studi e ricerche                                         |
| 1994 | Viviana Kasam               | Giornalismo d'Autore/Romagna                   | Sezione società                                                  |
| 1994 | Tullio Kezich               | Giornalismo d'Autore/Romagna                   | Sezione cultura                                                  |
| 1994 | Mario Luzi                  | Guidarello ad honorem                          | -                                                                |
| 1994 | Enrico Mentana              | Giornalismo d'Autore                           | Sezione televisione                                              |
| 1994 | Bruno Modugno               | Giornalismo d'Autore/Romagna                   | Sezione televisione                                              |
| 1994 | Demetrio Volcic             | Giornalismo d'Autore                           | Sezione televisione                                              |
| 1994 | Livio Zanetti               | Giornalismo d'Autore                           | Sezione radio                                                    |
| 1995 | Gaetano Afeltra             | Giornalismo d'Autore                           | -                                                                |
| 1995 | Flavio Caroli               | Giornalismo d'Autore/Romagna                   | Sezione cultura                                                  |
| 1995 | Oreste Del Buono            | Giornalismo d'Autore                           | Sezione cultura                                                  |
| 1995 | Melo Freni                  | Giornalismo d'Autore/Romagna                   | Sezione documento-radiotelevisione                               |
| 1995 | Carmen Lasorella            | Giornalismo d'Autore                           | Sezione documento                                                |
| 1995 | Goffredo Petrassi           | Guidarello ad honorem                          | -                                                                |
| 1995 | Antonio Piromalli           | Giornalismo d'Autore/Romagna                   | Sezione studi e ricerche                                         |
| 1995 | Anacleto Verecchia          | Giornalismo d'Autore/Romagna                   | Sezione società                                                  |
| 1995 | Bruno Vespa                 | Giornalismo d'Autore                           | Sezione attualità                                                |
| 1996 | Lucia Annunziata            | Giornalismo d'Autore                           | Sezione televisione                                              |
| 1996 | Marino Biondi               | Giornalismo d'Autore/Romagna                   | Sezione studi e ricerche                                         |
| 1996 | Adriano Cavicchi            | Giornalismo d'Autore/Romagna                   | Sezione società                                                  |
| 1996 | Valeria Cicala              | Giornalismo d'Autore/Romagna                   | Sezione televisione                                              |
| 1996 | Sandro Ciotti               | Giornalismo d'Autore                           | Sezione radio                                                    |
| 1996 | Isabella Fabbri             | Giornalismo d'Autore/Romagna                   | Sezione televisione                                              |
| 1996 | Vittorio Gassman            | Guidarello ad honorem                          | -                                                                |
| 1996 | Claudio Magris              | Giornalismo d'Autore                           | Sezione cultura                                                  |
| 1996 | Flavio Niccoli              | Giornalismo d'Autore/Romagna                   | Sezione televisione                                              |
| 1996 | Sergio Romano               | Giornalismo d'Autore                           | Sezione società                                                  |
| 1996 | Silvia Sereni               | Giornalismo d'Autore/Romagna                   | Sezione cultura                                                  |
| 1997 | Enrica Bonaccorti           | Giornalismo d'Autore/Nazionale                 | Sezione radio                                                    |
| 1997 | Isabella Bossi Fedrigotti   | Giornalismo d'Autore/Nazionale                 | Sezione cultura                                                  |
| 1997 | Giorgio Calcagno            | Giornalismo d'Autore/Romagna                   | Sezione cultura                                                  |
| 1997 | Puccio Corona               | Giornalismo d'Autore/Romagna                   | Sezione televisione                                              |
| 1997 | Gad Lerner                  | Giornalismo d'Autore/Nazionale                 | Sezione televisione                                              |
| 1997 | Giancarlo Mazzuca           | Giornalismo d'Autore/Romagna                   | Sezione società                                                  |
| 1997 | Giampaolo Pansa             | Giornalismo d'Autore/Nazionale                 | Sezione società                                                  |
| 1997 | Antonio Patuelli            | Giornalismo d'Autore/Romagna                   | Sezione studi e ricerche                                         |
| 1997 | Vittorio Sermonti           | Guidarello ad honorem                          | -                                                                |
| 1998 | Osvaldo Bevilacqua          | Giornalismo d'Autore/Romagna                   | Sezione televisione                                              |
| 1998 | Gerardo Filiberto Dasi      | Giornalismo d'Autore/Romagna                   | Sezione studi e ricerche                                         |
| 1998 | Aldo Forbice                | Giornalismo d'Autore/Nazionale                 | Sezione radio                                                    |
| 1998 | Ernesto Galli della Loggia  | Giornalismo d'Autore/Nazionale                 | Sezione società                                                  |
| 1998 | Giada Poloni                | Giornalismo Prime Prove                        | -                                                                |
| 1998 | Gianfranco Ravasi           | Giornalismo d'Autore/Nazionale                 | Sezione cultura                                                  |
| 1998 | Luigi Romersa               | Giornalismo d'Autore/Romagna                   | Sezione cultura                                                  |
| 1998 | Enza Sampò                  | Giornalismo d'Autore/Nazionale                 | Sezione televisione                                              |
| 1998 | Eugenio Scalfari            | Guidarello ad honorem                          | -                                                                |
| 1998 | Guido Vergani               | Giornalismo d'Autore/Romagna                   | Sezione società                                                  |
| 1999 | Nicola Belgianni            | Giornalismo Prime Prove                        | -                                                                |
| 1999 | Enzo Bettiza                | Giornalismo d'Autore/Nazionale                 | Sezione cultura                                                  |
| 1999 | Nevio Casadio               | Giornalismo d'Autore/Romagna                   | Sezione reportage                                                |
| 1999 | Enrico Ghezzi               | Giornalismo d'Autore/Nazionale                 | Sezione televisione                                              |
| 1999 | Franco Loi                  | Giornalismo d'Autore/Romagna                   | Sezione cultura                                                  |
| 1999 | Luigi Lotti                 | Giornalismo d'Autore/Romagna                   | Sezione società                                                  |
| 1999 | Miriam Mafai                | Giornalismo d'Autore/Nazionale                 | Sezione società                                                  |
| 1999 | Letizia Moratti             | Guidarello ad honorem                          | -                                                                |
| 1999 | Barbara Palombelli          | Giornalismo d'Autore/Nazionale                 | Sezione radio                                                    |
| 1999 | Ennio Remondino             | Premio Speciale per l'attualità                | -                                                                |
| 1999 | Giuseppe Sangiorgi          | Giornalismo d'Autore/Romagna                   | Sezione televisione                                              |
| 2000 | Giuseppe Bellosi            | Giornalismo d'Autore/Romagna                   | Sezione studi e ricerche                                         |
| 2000 | Alessandro Cecchi Paone     | Giornalismo d'Autore/Nazionale                 | Sezione televisione                                              |
| 2000 | Nausica Contini             | Giornalismo Prime Prove                        | -                                                                |
| 2000 | Rosita Copioli              | Giornalismo d'Autore/Romagna                   | Sezione cultura                                                  |
| 2000 | Luisa Galanti               | Giornalismo d'Autore/Romagna                   | Sezione televisione                                              |
| 2000 | Cesare Garboli              | Premio Speciale per il giornalismo letterario  | -                                                                |
| 2000 | Gianluca Nicoletti          | Giornalismo d'Autore/Nazionale                 | Sezione radio                                                    |
| 2000 | Mimma Pallavicini           | Giornalismo d'Autore/Romagna                   | -                                                                |
| 2000 | Amalia Pellegrini           | Giornalismo d'Autore/Romagna                   | Sezione società                                                  |
| 2000 | Alberto Ronchey             | Giornalismo d'Autore/Nazionale                 | Sezione società                                                  |
| 2000 | Rossana Rossanda            | Giornalismo d'Autore/Nazionale                 | Sezione cultura                                                  |
| 2000 | Antonino Zichichi           | Guidarello ad honorem                          | -                                                                |
| 2001 | Sante Altizio               | Giornalismo d'Autore/Romagna                   | Sezione televisione                                              |
| 2001 | Alberto Angela              | Giornalismo d'Autore/Nazionale                 | Sezione televisione                                              |
| 2001 | Natalia Aspesi              | Giornalismo d'Autore/Nazionale                 | Sezione società                                                  |
| 2001 | Oliviero Beha               | Giornalismo d'Autore/Nazionale                 | Sezione radio                                                    |
| 2001 | Lorenzo Bedeschi            | Giornalismo d'Autore/Romagna                   | Sezione cultura                                                  |
| 2001 | Chiara Della Chiesa         | Giornalismo Prime Prove                        | -                                                                |
| 2001 | Beppe Errani                | Giornalismo d'Autore/Romagna                   | Sezione società                                                  |
| 2001 | Paolo Mieli                 | Giornalismo d'Autore/Nazionale                 | Sezione cultura                                                  |
| 2001 | Ermanno Olmi                | Guidarello ad honorem                          | -                                                                |
| 2001 | Stefano Pivato              | Giornalismo d'Autore/Romagna                   | Sezione studi e ricerche                                         |
| 2002 | Corrado Augias              | Giornalismo d'Autore/Nazionale                 | Sezione televisione                                              |
| 2002 | Roberto Balzani             | Giornalismo d'Autore/Romagna                   | Sezione studi e ricerche                                         |
| 2002 | Gabriella Caramore          | Giornalismo d'Autore/Nazionale                 | Sezione radio                                                    |
| 2002 | Riccardo Chiaberge          | Giornalismo d'Autore/Nazionale                 | Sezione cultura                                                  |
| 2002 | Luca Cordero di Montezemolo | Guidarello ad honorem                          | -                                                                |
| 2002 | Marco Leonelli              | Giornalismo d'Autore/Romagna                   | Sezione società                                                  |
| 2002 | Igor Man                    | Giornalismo d'Autore/Nazionale                 | Sezione società                                                  |
| 2002 | Fausto Pullano              | Giornalismo d'Autore/Romagna                   | Sezione televisione                                              |
| 2002 | Silvio Ramat                | Giornalismo d'Autore/Romagna                   | Sezione cultura                                                  |
| 2002 | Carlo Zauli                 | Guidarello alla memoria                        | -                                                                |
| 2003 | Umberto Broccoli            | Giornalismo d'Autore/Nazionale                 | Sezione radio                                                    |
| 2003 | Raul Gardini                | Guidarello alla memoria                        | -                                                                |
| 2003 | Milena Gabanelli            | Giornalismo d'Autore/Nazionale                 | Sezione premio speciale TV                                       |
| 2003 | Emilio Giannelli            | Giornalismo d'Autore/Nazionale                 | Sezione società                                                  |
| 2003 | Nino Gorio                  | Giornalismo d'Autore/Romagna                   | Sezione cultura                                                  |
| 2003 | Antonio Graziani            | Giornalismo d'Autore/Romagna                   | Sezione TV-Video                                                 |
| 2003 | Natale Graziani             | Giornalismo d'Autore/Romagna                   | Sezione studi e ricerche                                         |
| 2003 | Lilli Gruber                | Giornalismo d'Autore/Nazionale                 | Sezione televisione                                              |
| 2003 | Marco Magrini               | Giornalismo d'Autore/Romagna                   | Sezione società                                                  |
| 2003 | Dacia Maraini               | Giornalismo d'Autore/Nazionale                 | Sezione cultura                                                  |
| 2003 | Marco Melega                | Giornalismo d'Autore/Romagna                   | Sezione TV-Video                                                 |
| 2003 | Alberto Sughi               | Guidarello ad honorem                          | -                                                                |
| 2004 | Dante Bolognesi             | Giornalismo d'Autore/Romagna                   | Sezione studi e ricerche                                         |
| 2004 | Giovanna Botteri            | Giornalismo d'Autore/Nazionale                 | Sezione televisione                                              |
| 2004 | Aldo Grasso                 | Giornalismo d'Autore/Nazionale                 | Sezione cultura                                                  |
| 2004 | Piero Meldini               | Giornalismo d'Autore/Romagna                   | Sezione cultura-società                                          |
| 2004 | Angelo Panebianco           | Giornalismo d'Autore/Nazionale                 | Sezione società                                                  |
| 2004 | Marco Tronchetti Provera    | Guidarello ad honorem                          | -                                                                |
| 2005 | Anna Maria Andreoli         | Giornalismo d'Autore/Romagna                   | Sezione cultura-società                                          |
| 2005 | Tino Dalla Valle            | Guidarello alla memoria                        | -                                                                |
| 2005 | Norberto Ferretti           | Guidarello Speciale per l'Economia             | -                                                                |
| 2005 | Giovanni Floris             | Giornalismo d'Autore/Nazionale                 | Sezione televisione                                              |
| 2005 | Piero Ostellino             | Giornalismo d'Autore/Nazionale                 | Sezione società                                                  |
| 2005 | Fernanda Pivano             | Giornalismo d'Autore/Nazionale                 | Sezione cultura                                                  |
| 2005 | Fulvia Sisti                | Giornalismo d'Autore/Romagna                   | Sezione televisione                                              |
| 2005 | Ersilio Tonini              | Guidarello ad honorem                          | -                                                                |
| 2006 | Ugo Antonelli               | Giornalismo d'Autore/Romagna                   | Sezione audiovisivi                                              |
| 2006 | Fiorello                    | Giornalismo d'Autore/Nazionale                 | Sezione radio-televisione                                        |
| 2006 | Arrigo Levi                 | Giornalismo d'Autore/Nazionale                 | Sezione società                                                  |
| 2006 | Mario Monti                 | Guidarello ad honorem                          | -                                                                |
| 2006 | Antonio Paolucci            | Giornalismo d'Autore/Romagna                   | Sezione cultura                                                  |
| 2006 | Giovanni Sartori            | Giornalismo d'Autore/Nazionale                 | Sezione cultura                                                  |
| 2006 | Lorenzo Tazzari             | Giornalismo d'Autore/Romagna                   | Sezione cronaca                                                  |
| 2007 | Giulio Andreotti            | Guidarello ad honorem                          | -                                                                |
| 2007 | Mike Bongiorno              | Giornalismo d'Autore/Nazionale                 | Sezione radio-televisione                                        |
| 2007 | Franco Gàbici               | Giornalismo d'Autore/Romagna                   | Sezione studi e ricerche                                         |
| 2007 | Steno Marcegaglia           | Guidarello Speciale per l'Economia             | -                                                                |
| 2007 | Piero Melograni             | Giornalismo d'Autore/Nazionale                 | Sezione cultura                                                  |
| 2007 | Luca Ricolfi                | Giornalismo d'Autore/Nazionale                 | Sezione società                                                  |
| 2007 | Fernando Salsano            | Giornalismo d'Autore/Romagna                   | Sezione cultura                                                  |
| 2008 | Edmondo Berselli            | Giornalismo d'Autore/Nazionale                 | Sezione cultura                                                  |
| 2008 | Paolo Bonolis               | Giornalismo d'Autore/Nazionale                 | Sezione spettacolo                                               |
| 2008 | Andrea Emiliani             | Giornalismo d'Autore/Romagna                   | Sezione storia-attualità                                         |
| 2008 | Francesco Erbani            | Giornalismo d'Autore/Romagna                   | Sezione cultura                                                  |
| 2008 | Oriana Fallaci              | Guidarello ad honorem alla memoria             | -                                                                |
| 2008 | Vittorio Feltri             | Giornalismo d'Autore/Nazionale                 | Sezione società                                                  |
| 2008 | Margherita Ghinassi         | Giornalismo d'Autore/Romagna                   | Sezione audiovisivi                                              |
| 2008 | Davide Paolini              | Guidarello d'autore cultura gastronomica       | Sezione cultura                                                  |
| 2008 | Graziano Pozzetto           | Guidarello d'Autore cultura gastronomica       | Sezione cultura                                                  |
| 2008 | Francesco Urbani            | Giornalismo d'Autore/Romagna                   | Sezione cultura                                                  |
| 2009 | Eraldo Baldini              | Giornalismo d'Autore/Romagna                   | Sezione società                                                  |
| 2009 | Guido Bertolaso             | Guidarello ad honorem                          | -                                                                |
| 2009 | Mario Deaglio               | Giornalismo d'Autore/Nazionale                 | Sezione cultura                                                  |
| 2009 | Oscar Giannino              | Giornalismo d'Autore/Nazionale                 | Sezione società                                                  |
| 2009 | Massimo Mucchetti           | Giornalismo d'Autore/Nazionale                 | Sezione società                                                  |
| 2009 | Manuela Ricci               | Giornalismo d'Autore/Romagna                   | Sezione studi e ricerche                                         |
| 2009 | Gerry Scotti                | Giornalismo d'Autore/Nazionale                 | Sezione radiotelevisione                                         |
| 2009 | Sebastiano Vassalli         | Giornalismo d'Autore/Romagna                   | Sezione cultura                                                  |
| 2009 | Benigno Zaccagnini          | Guidarello alla memoria                        | -                                                                |
| 2010 | Pietro Baccarini            | Premio Speciale per la pubblicistica varia     | -                                                                |
| 2010 | Pippo Baudo                 | Giornalismo d'Autore/Nazionale                 | Sezione radiotelevisione                                         |
| 2010 | Lorenzo Bianchi             | Giornalismo d'Autore/Nazionale                 | Sezione società                                                  |
| 2010 | Antonio Catricalà           | Guidarello ad honorem                          | -                                                                |
| 2010 | Aldo Cazzullo               | Giornalismo d'Autore/Nazionale                 | Sezione cultura                                                  |
| 2010 | Licia Colò                  | Giornalismo d'Autore/Turismo                   | Sezione radiotelevisione                                         |
| 2010 | Maurizio Maggiani           | Giornalismo d'Autore/Romagna                   | Sezione società                                                  |
| 2010 | Claudio Marabini            | Guidarello alla memoria                        | -                                                                |
| 2010 | Angelo Varni                | Giornalismo d'Autore/Romagna                   | Sezione studi e ricerche                                         |
| 2010 | Pier Luigi Vercesi          | Giornalismo d'Autore/Turismo                   | Sezione società                                                  |
| 2010 | Giovanni Zaccherini         | Giornalismo d'Autore/Romagna                   | Sezione cultura                                                  |
| 2011 | Antonio Castronuovo         | Giornalismo d'Autore/Romagna                   | Sezione società                                                  |
| 2011 | Luigi Giampaolino           | Guidarello ad honorem                          | -                                                                |
| 2011 | Roberto Giardina            | Giornalismo d'Autore/Nazionale                 | Sezione società                                                  |
| 2011 | Maria Valeria Miniati       | Giornalismo d'Autore/Romagna                   | Sezione studi e ricerche                                         |
| 2011 | Maurizio Molinari           | Giornalismo d'Autore/Nazionale                 | Sezione società                                                  |
| 2011 | Mario Pirani                | Giornalismo d'Autore/Nazionale                 | Sezione cultura                                                  |
| 2011 | Fulco Pratesi               | Giornalismo d'Autore/Turismo                   | Sezione società                                                  |
| 2011 | Edoardo Raspelli            | Giornalismo d'Autore/Turismo                   | Sezione radio-televisione                                        |
| 2011 | Armando Torno               | Giornalismo d'Autore/Romagna                   | Sezione cultura                                                  |
| 2011 | Simona Ventura              | Giornalismo d'Autore/Nazionale                 | Sezione radio-televisione                                        |
| 2011 | Andrea Zanzotto             | Guidarello alla memoria                        | -                                                                |
| 2012 | Alberto Alesina             | Giornalismo d'Autore/Nazionale                 | Sezione società e cultura                                        |
| 2012 | Paolo Gambi                 | Giornalismo d'Autore/Romagna                   | Sezione attualità                                                |
| 2012 | Francesco Giavazzi          | Giornalismo d'Autore/Nazionale                 | Sezione società e cultura                                        |
| 2012 | Alice ed Ellen Kessler      | Giornalismo d'Autore/Nazionale                 | Sezione radio-televisione                                        |
| 2012 | Mario Pierpaoli             | Guidarello alla memoria                        | -                                                                |
| 2012 | Sveva Sagramola             | Giornalismo d'Autore/Turismo                   | Sezione radiotelevisione                                         |
| 2012 | Paola Severino Di Benedetto | Guidarello ad honorem                          | -                                                                |
| 2012 | Anna Maria Tonelli          | Giornalismo d'Autore/Romagna                   | Sezione società                                                  |
| 2013 | Piero Angela                | Giornalismo d'Autore/Nazionale - alla Carriera | Sezione radiotelevisione                                         |
| 2013 | Mario Arpino                | Giornalismo d'Autore/Nazionale                 | Sezione società                                                  |
| 2013 | Luciano Canfora             | Giornalismo d'Autore/Romagna                   | Sezione cultura                                                  |
| 2013 | Sabino Cassese              | Guidarello ad honorem                          | -                                                                |
| 2013 | Thomas Cicognani            | Giornalismo d'Autore/Romagna                   | Sezione audiovisivi - per il documentario "La memoria dei gessi" |
| 2013 | Massimiliano Costa          | Giornalismo d'Autore/Romagna                   | Sezione audiovisivi - per il documentario "La memoria dei gessi" |
| 2013 | Stefano Piastra             | Giornalismo d'Autore/Romagna                   | Sezione audiovisivi - per il documentario "La memoria dei gessi" |
| 2013 | Domenico Quirico            | Giornalismo d'Autore/Nazionale                 | Sezione cultura                                                  |
| 2013 | Paolo Rumiz                 | Giornalismo d'Autore/Turismo                   | Sezione società                                                  |
| 2013 | Serena Simoni               | Giornalismo d'Autore/Romagna                   | Sezione studi e ricerche                                         |
| 2014 | Rita Asirelli               | Giornalismo d'Autore/Romagna                   | Sezione audiovisivi                                              |
| 2014 | Donatella Bianchi           | Giornalismo d'Autore/Turismo                   | Sezione società                                                  |
| 2014 | Giampiero Corelli           | Giornalismo d'Autore/Romagna                   | Sezione società                                                  |
| 2014 | Leonardo Gallitelli         | Guidarello ad honorem                          | -                                                                |
| 2014 | Enrico Gatta                | Giornalismo d'Autore/Romagna                   | Sezione cultura                                                  |
| 2014 | Monica Maggioni             | Giornalismo d'Autore/Nazionale                 | Sezione radiotelevisione                                         |
| 2014 | Silvia Manzani              | Giornalismo d'Autore/Romagna                   | Sezione società                                                  |
| 2014 | Guido Olimpio               | Giornalismo d'Autore/Nazionale                 | Sezione società                                                  |
| 2014 | Fabio Venturi               | Giornalismo d'Autore/Romagna                   | Sezione audiovisivi                                              |
| 2014 | Sergio Zavoli               | Giornalismo d'Autore/Nazionale                 | Alla carriera                                                    |
| 2015 | Evelina Christillin         | Giornalismo d'Autore/Turismo                   | Sezione società                                                  |
| 2015 | Paolo Di Paolo              | Giornalismo d'Autore/Romagna                   | Sezione cultura                                                  |
| 2015 | Alessandro Farruggia        | Giornalismo d'Autore/Nazionale                 | Sezione società                                                  |
| 2015 | Fabrizio Gatti              | Giornalismo d'Autore/Nazionale                 | Sezione cultura                                                  |
| 2015 | Ivano Marescotti            | Giornalismo d'Autore/Romagna                   | Sezione audiovisivi                                              |
| 2015 | Vincenzo Melone             | Guidarello ad honorem                          | -                                                                |
| 2015 | Luigi Proietti              | Giornalismo d'Autore/Nazionale                 | Sezione radiotelevisione                                         |
| 2015 | Giuseppe Turani             | Giornalismo d'Autore/Romagna                   | Sezione società                                                  |
| 2016 | Rossella Bonfatti           | Giornalismo d'Autore/Romagna                   | Sezione studi e ricerche                                         |
| 2016 | Silvia Calandrelli          | Giornalismo d'Autore/Nazionale                 | Sezione cultura                                                  |
| 2016 | Alberto Giorgio Cassani     | Giornalismo d'Autore/Romagna                   | Sezione cultura                                                  |
| 2016 | Italo Moscati               | Giornalismo d'Autore/Romagna                   | Sezione società                                                  |
| 2016 | Alberto Negri               | Giornalismo d'Autore/Nazionale                 | Sezione società                                                  |
| 2016 | Francesco Ticozzi           | Guidarello ad honorem                          | -                                                                |
| 2016 | Silvia Vaccarezza           | Giornalismo d'Autore/Turismo                   | Sezione società                                                  |
| 2016 | Sarah Varetto               | Giornalismo d'Autore/Nazionale                 | Sezione radio/televisione                                        |
| 2017 | Andrea Riccardi             | Guidarello ad honorem                          | -                                                                |
| 2017 | Alberto Angela              | Giornalismo d'Autore/Nazionale                 | Sezione radio/televisione                                        |
| 2017 | Lorenzo Cremonesi           | Giornalismo d'Autore/Nazionale                 | Sezione cultura                                                  |
| 2017 | Guido Gentili               | Giornalismo d'Autore/Nazionale                 | Sezione società                                                  |
| 2017 | Daniele Piervincenzi        | Giornalismo d'Autore/Nazionale                 | Sezione speciale                                                 |
| 2017 | Elisa Curti                 | Giornalismo d'Autore/Romagna                   | Sezione studi e ricerche                                         |
| 2017 | Gabriele Canè               | Giornalismo d'Autore/Romagna                   | Sezione società                                                  |
| 2017 | Raffaele Liucci             | Giornalismo d'Autore/Romagna                   | Sezione cultura                                                  |
| 2017 | Iona Sermoneta              | Giornalismo d'Autore/Turismo                   | Sezione società                                                  |